# Stapleford (Nottinghamshire)
Pour les articles homonymes, voir Stapleford.
Stapleford est une ville du comté du Nottinghamshire, Angleterre, à quelque 9 km à l'ouest du centre de Nottingham. Stapleford se trouve à la frontière entre le Nottinghamshire et le Derbyshire. La ville est communément surnommée "Stabbo",.